# Zeebrugge
Zeebrugge (neerlandês: Zeebrugge, francês: Zeebruges) é uma vila na costa belga na província de Flandres Ocidental. Desde 1 de janeiro de 1977 que pertence ao município de Bruges, do qual é um porto moderno. Zeebrugge serve como porto internacional e como praia que possui hotéis, esplanadas e cafés.

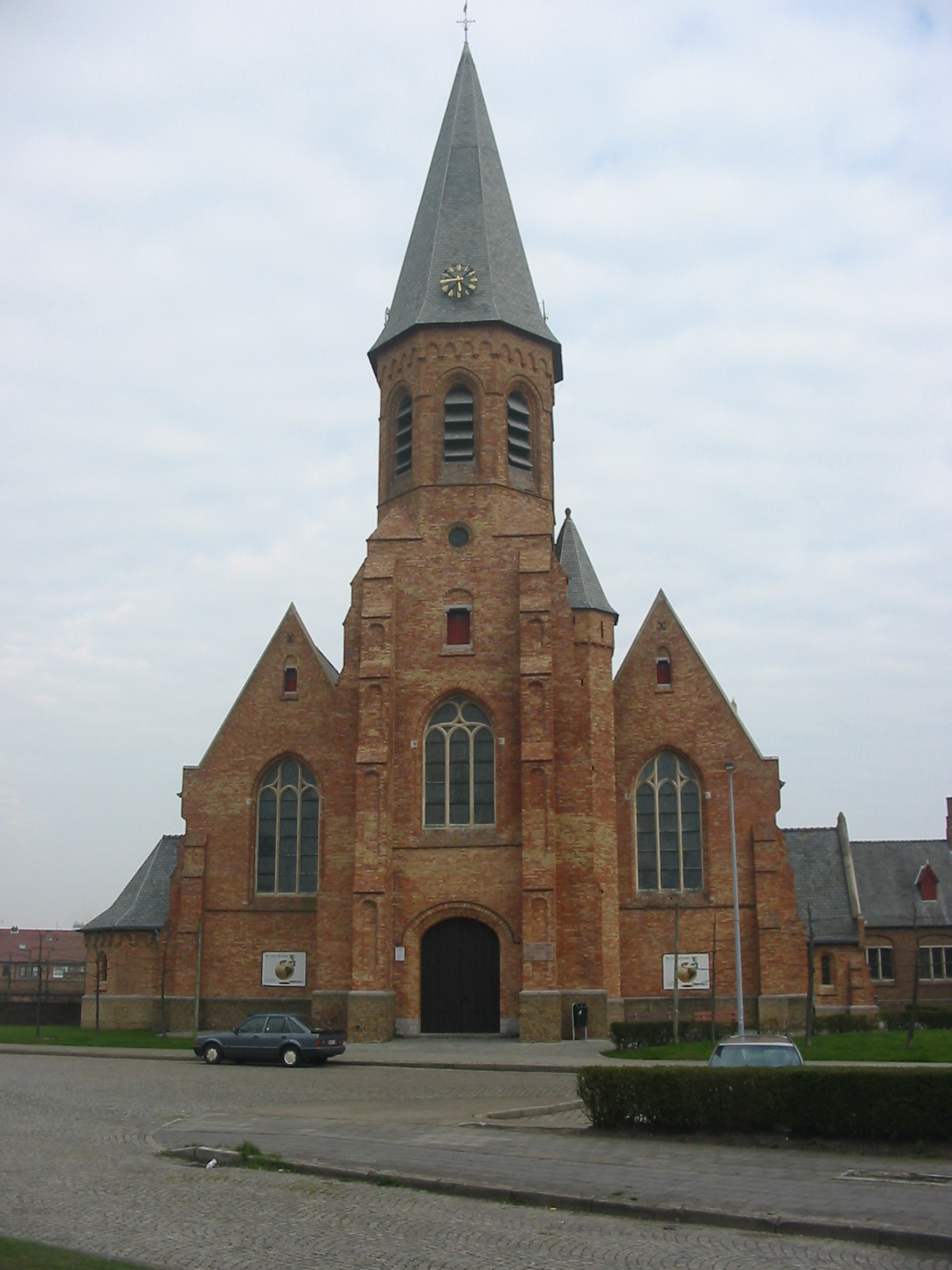
Igreja de Zeebrugge.

Localizado na costa do Mar do Norte que é o mar mais a(c)tivo do mundo, a sua localização central na costa, a curta distância da Grã-Bretanha e a sua vizinhança em relação a cidades densamente povoadas fazem de Zeebrugge uma grande encruzilhada para o tráfico portuário em todas as dire(c)ções. Um expresso a Bruges liga Zeebrugge às auto-estradas europeias. 
A marina é também o mais importante porto de pesca da Bélgica e a sua lota é a maior da Europa.
Além de ser um porto com ferries ligando ao Reino Unido, o porto serve como porto central para a indústria automóvel e é importante local para importações, no manejamento e armazenamento de produtos energéticos, agrícolas e outras cargas.
O porto foi também o local do  Zeebrugge Raid em 23 de Abril de 1918,quando os britânicos através da sua  Royal Navy puseram a base naval alemã aí estacionada fora de a(c)ção. O almirante Roger Keyes planeou e liderou o assalto que destruiu as baterias alemãs e afundou os navios no porto para bloquear a entrada para a base durante os últimos sete meses da Primeira Guerra Mundial
Em Zeebrugge estão localizados os terminais dos gasodutos  da  Interconnector e Zeepipe.